# Murray Weidenbaum

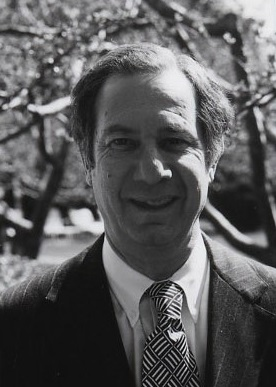
Murray Weidenbaum

Murray Lew Weidenbaum (* 10. Februar 1927 in Bronx, New York City; † 20. März 2014 in Clayton, Missouri) war ein US-amerikanischer Wirtschaftswissenschaftler und Hochschullehrer, der sowohl Assistant Secretary of the Treasury als auch Vorsitzender des Council of Economic Advisers war.

## Leben

### Assistant Secretary of the Treasury und Vorsitzender des Economic Advisers Council
Weidenbaum studierte nach dem Schulbesuch Wirtschaftswissenschaft am City College of New York und erwarb dort 1948 einen Bachelor of Arts (B.A.). Ein anschließendes postgraduales Studium an der Columbia University beendete er 1949 mit einem Master of Arts (M.A.), ehe er 1958 einen Philosophiae Doctor (Ph.D.) von der Princeton University erhielt.
Seit 1964 nahm er eine Professur an der Washington University in St. Louis wahr und war dort von 1966 bis 1969 Leiter der Abteilung für Wirtschaftswissenschaft. Später war er von 1969 bis 1971 Unterstaatssekretär im Finanzministerium (Assistant Secretary of the Treasury) und dort zuständig für Wirtschaftspolitik. Anschließend kehrte er an die Washington University zurück und gründete 1975 das Center for the Study of American Business, das 2001 ihm zu Ehren in The Weidenbaum Center on the Economy, Government, and Public Policy umbenannt wurde.
1981 wurde er Vorsitzender des Council of Economic Advisers und als solcher bis 1982 einer der engsten Berater von Präsident Ronald Reagan. Anschließend war er in der Regierungszeit von Reagan noch von 1983 bis 1989 Mitglied des President’s Economic Policy Advisory Board, einem weiteren Gremium zur Beratung des US-Präsidenten in Wirtschaftsfragen.

### Lehrtätigkeit und sonstige Funktionen
Daneben nahm er seine Lehrtätigkeit an der Washington University wieder auf und wurde dort zuletzt Inhaber des Edward Mallinckrodt-Lehrstuhls sowie Ehrenvorsitzender des Weidenbaum Center for the Study of American Business. Zeitweise war er auch Vorsitzender der vom US-Kongress eingesetzten Kommission zur Betrachtung des Handelsdefizits (US Trade Deficit Review Commission).
Darüber hinaus nahm er Aufgaben in der Privatwirtschaft wahr und war nicht nur beim Mineralölunternehmen Tesoro und als Wirtschaftswissenschaftler bei Boeing tätig, sondern auch Mitglied des Board of Directors der Kaufhauskette The May Department Stores Company.
Weidenbaum engagierte sich außerdem in zahlreichen wirtschaftspolitischen Organisationen und war Mitglied der Beratungsgremien des American Council for Capital Formation, des American Enterprise Institute, des Center for Strategic Tax Reform sowie des Foreign Policy Research Institute (FPRI). Darüber hinaus war er Fellow der National Association for Business Economics (NABE) und zeitweilig auch Mitarbeiter beim Annapolis Center for Environmental Quality, bei der Association for Technical Communication, als Trustee beim Center for Strategic and International Studies (CSIS) und bei der Midwest Economic Association.
2007 wurde er in die American Academy of Arts and Sciences gewählt.

## Veröffentlichungen
- Small Wars, Big Defense, 1992
- The Bamboo Network: How Expatriate Chinese Entrepreneurs Are Creating a New Economic Superpower in Asia, 1996
- Business and Government in the Global Marketplace, 1999
- One-Armed Economist: The Intersection of Business and Government, 2004

Des Weiteren verfasste er zahlreiche wirtschaftswissenschaftliche Aufsätze in Fachzeitschriften wie Challenge: The Magazine of Economic Affairs, Journal of Business Ethics, Business Horizons und Economics Update.